# Dafni

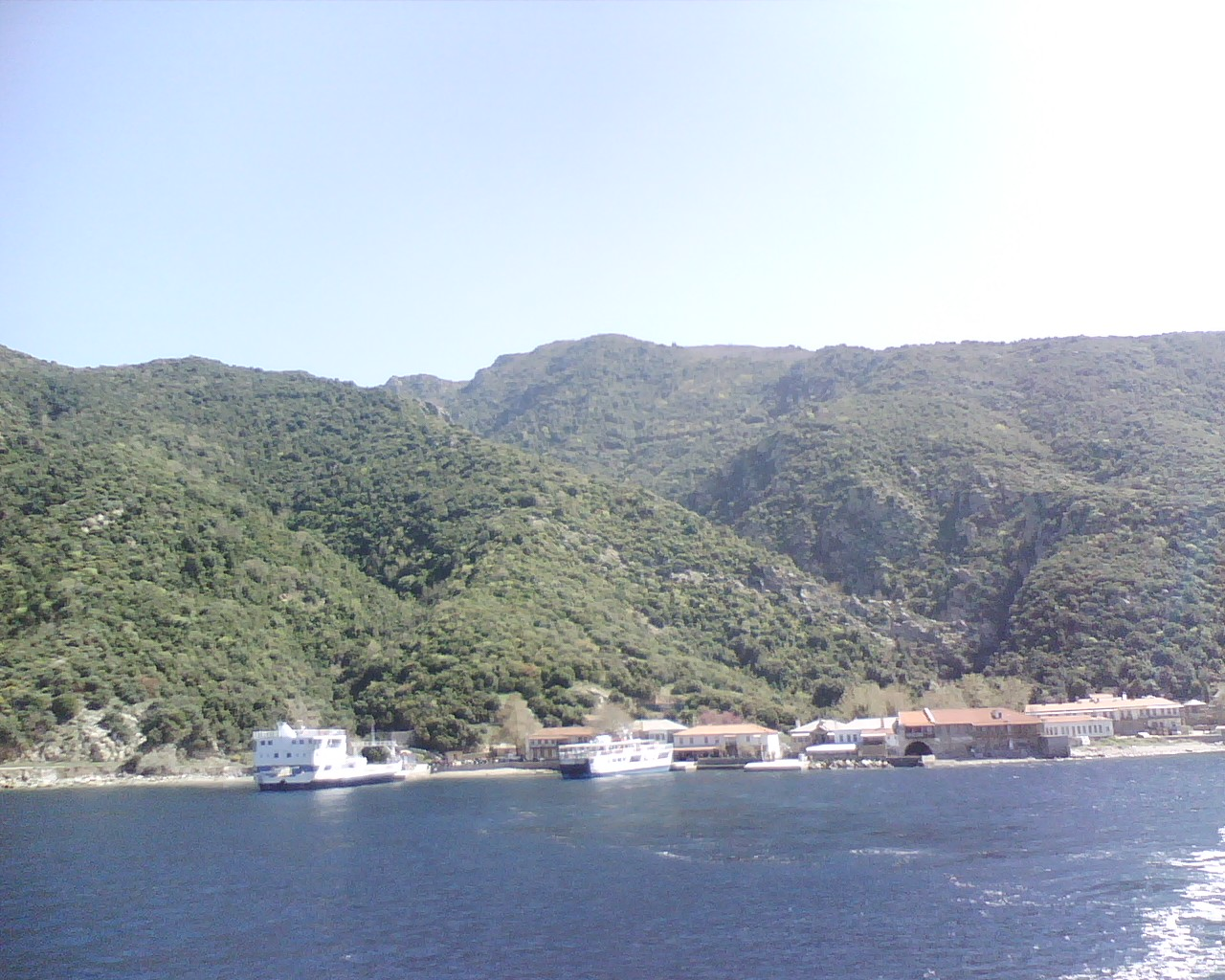
El port de Dafni

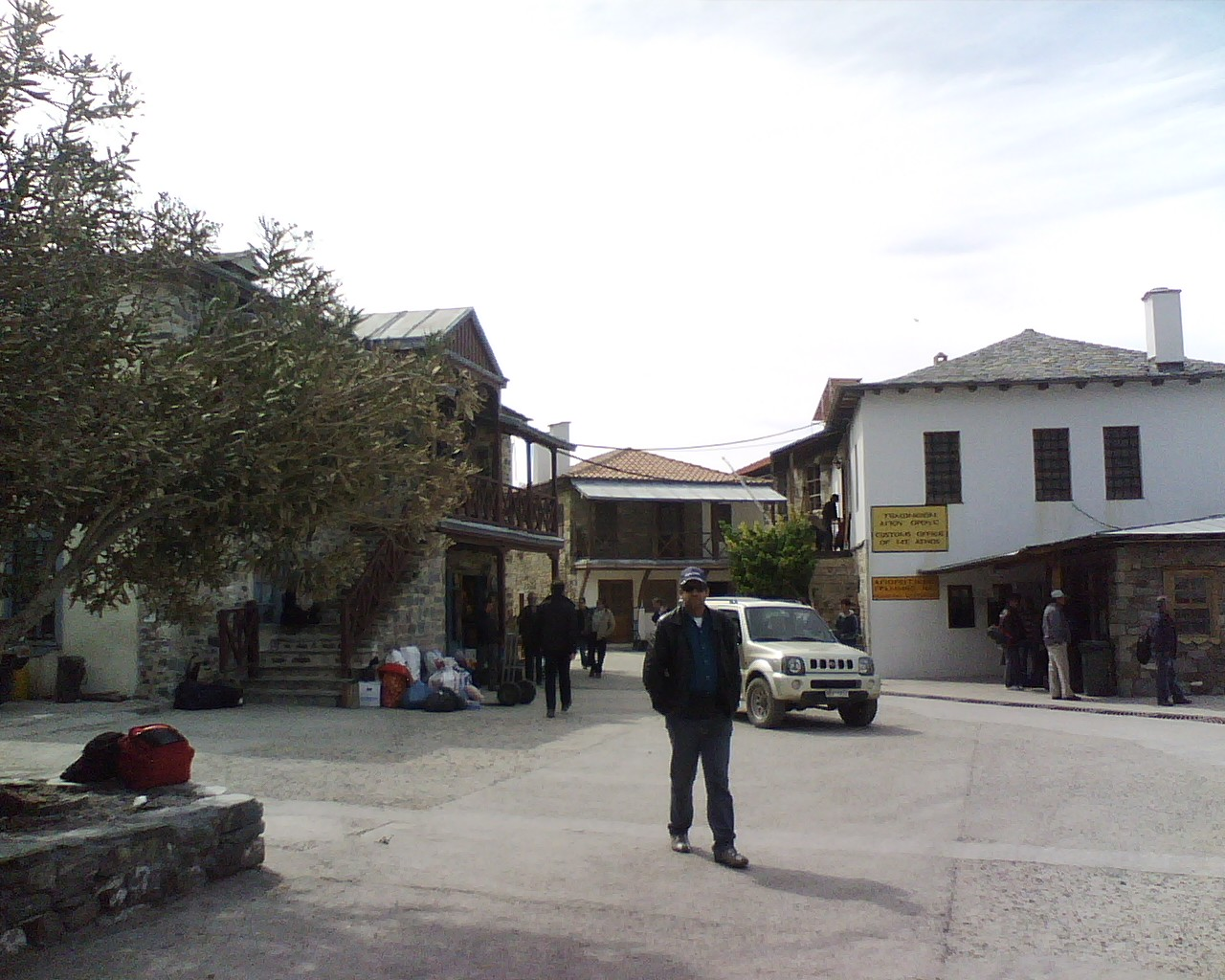
Pelegrins a Dafni.

Dafni (en grec:Δάφνη) és un petit emplaçament del Mont Atos, situat a la costa occidental d'aquesta península, entre el Monestir de Xiropotamou i el Monestir de Simonos Petra. És el principal port d'entrada a l'Estat Monàstic del Mont Atos, amb ferries diaris des d'Ouranopolis. El cens grec de 2001 assenyalava una població de 38 habitants.